# Andrew Diamond
 (juin 2022).
La mise en forme du texte ne suit pas les recommandations de Wikipédia : il faut le « wikifier ».
Les points d'amélioration suivants sont les cas les plus fréquents :
- Les titres sont pré-formatés par le logiciel. Ils ne sont ni en capitales, ni en gras.
- Le texte ne doit pas être écrit en capitales (les noms de famille non plus), ni en gras, ni en italique, ni en « petit »…
- Le gras n'est utilisé que pour surligner le titre de l'article dans l'introduction, une seule fois.
- L'italique est rarement utilisé : mots en langue étrangère, titres d'œuvres, noms de bateaux, etc.
- Les citations ne sont pas en italique mais en corps de texte normal. Elles sont entourées par des guillemets français : « et ».
- Les listes à puces sont à éviter, des paragraphes rédigés étant largement préférés. Les tableaux sont à réserver à la présentation de données structurées (résultats, etc.).
- Les appels de note de bas de page (petits chiffres en exposant, introduits par l'outil «  Source ») sont à placer entre la fin de phrase et le point final[comme ça].
- Les liens internes (vers d'autres articles de Wikipédia) sont à choisir avec parcimonie. Créez des liens vers des articles approfondissant le sujet. Les termes génériques sans rapport avec le sujet sont à éviter, ainsi que les répétitions de liens vers un même terme.
- Les liens externes sont à placer uniquement dans une section « Liens externes », à la fin de l'article. Ces liens sont à choisir avec parcimonie suivant les règles définies. Si un lien sert de source à l'article, son insertion dans le texte est à faire par les notes de bas de page.
- La présentation des références doit suivre les conventions bibliographiques. Il est recommandé d'utiliser les modèles {{Ouvrage}}, {{Chapitre}}, {{Article}}, {{Lien web}} et/ou {{Bibliographie}}. Le mode d'édition visuel peut mettre en forme automatiquement les références.
- Insérer une infobox (cadre d'informations à droite) n'est pas obligatoire pour parachever la mise en page.

Pour une aide détaillée, merci de consulter Aide:Wikification.
Si vous pensez que ces points ont été résolus, vous pouvez retirer ce bandeau et améliorer la mise en forme d'un autre article.
 (mars 2025).
Pour les articles homonymes, voir Diamond.
Andrew Jay Diamond, né le 1er novembre 1967, est un universitaire américain et professeur d'histoire des États-Unis à l'Université de la Sorbonne, où il dirige plusieurs années le centre de recherche Histoire et dynamique des espaces anglophones (HDEA).

## Travaux et recherche
Il est l'auteur ou co-auteur de plusieurs articles et livres sur l'histoire de la politique, la race et la culture politique. Sa première monographie, Mean Streets: Chicago Youths and the Everyday Struggle for Empowerment in the Multiracial City, 1908-1969, fournit une histoire complète des sous-cultures de jeunes et des gangs de rue de Chicago et de leur lien avec la formation de l'identité raciale et la politique raciale populaire. Le livre a été évalué favorablement dans de nombreuses revues savantes et par la presse de Chicago. L'historien Perry Duis l'a loué comme "un livre extrêmement important pour les historiens dans plusieurs domaines" et le Chicago Reader l'a qualifié de "récit fascinant et révélateur",.
Sa monographie la plus récente, Chicago on the Make: Power and Inequality in a Modern City explore le «lien entre la race et la néolibéralisation à la base de Chicago au cours du XXe siècle» a reçu Jon Gjerde du meilleur livre de l'histoire du Midwest en 2017 et le prix d'excellence de l' Illinois State Historical Society, et a été présenté dans le New York Times. Chicago on the Make a été salué par un certain nombre de commentateurs pour son analyse percutante de la réussite de Chicago et des politiciens qui se sont rassemblés autour d'elle. Le groupe punk antiraciste de longue date de Chicago, Race Traitor, l'a qualifié de "prise de vue complète de la politique néolibérale de Chicago", et le Chicago Review a affirmé que "personne ne semble sortir indemne de la vue d'ensemble historique proposée par Diamond.",

## Publications majeures
- Diamond, Andrew J. et Thomas J. Sugrue, éd., Neoliberal Cities: The Remaking of Postwar Urban America (New York: New York University Press, 2020)[5]
- Diamond, Andrew, « Towards a History of Neoliberal Urbanism in the United States », in Simon Dawes and Marc Lenormand (dir.), Neoliberalism in Context, London, Palgrave, 2019
- Diamond, Andrew J., « Street Gangs in the Twentieth-century American City », Oxford Research Encyclopedia of American History, Oxford University Press (novembre 2018), doi: http://dx.doi.org/10.1093/acrefore/9780199329175.013.130.
- Diamond, Andrew J., Chicago on the Make: Power and Inequality in a Modern City (Oakland: University of California Press, 2017)
- Diamond, Andrew, « Rebel Apart: Saul Alinsky and the Troubled Memory of the New Left », in Hélène Le Dantec-Lowry et Ambre Ivol (dir.), Generations of Social Movements: Remembering the Left in the US and France, Boulder, Co., Paradigm, 2016, p. 117-124.
- Diamond, Andrew, « La politique sécuritaire et les manifestations contre la police dans le ghetto noir de Chicago, 1943-1969 », Dossier « Polices et événements politiques au XXe siècle », Emmanuel Blanchard et Emmanuel Droit (dir.), Vingtième Siècle, 2015/4 (n° 128), p. 45-62.
- Diamond, Andrew, « Naturalizing Disaster : Neoliberalism, Cultural Racism, and Depoliticization in the Era of Katrina », in Romain Huret et Randy Sparks (dir.), Hurricane Katrina in Transatlantic Perspective, Baton Rouge, Louisiana State University Press, 2014, p. 81-99.
- Diamond, Andrew et Pap Ndiaye, Histoire de Chicago, Paris, Fayard, 2013 [6]
- Diamond, Andrew, « Indifférence à la couleur de peau et politique raciale à l’ère d’Obama », in Pauline Peretz, L’Amérique post-raciale, Presses Universitaires de France, 2013, p. 85-94.
- Diamond, Andrew, Romain Huret, Vincent Michelot, et Jean-Christian Vinel, Les Etats-Unis en crise et en guerre : les années Roosevelt, 1932-1945, Paris, Editions Fahrenheit, 2013
- Diamond, Andrew, Romain Huret et Caroline Rolland-Diamond, Révoltes et utopies : la contreculture américaine des années 1960, Paris, Editions Fahrenheit, 2012
- Diamond, Andrew, James Cohen et Philippe Vervaecke, éd., L’Atlantique multiracial : discours, politiques, dénis, Paris, Editions Karthala, 2012.
- Diamond, Andrew J., « The Long March Toward Neoliberalism : Race and Housing in the Postwar Metropolis », Journal of Urban History 36 (6), novembre 2010, p. 922-929.
- Diamond, Andrew J., Mean Streets: Chicago Youths and the Everyday Struggle for Empowerment in the Multiracial City, 1908-1969 (Berkeley et Los Angeles: University of California Press, 2009)[7]
- Diamond, Andrew, « Against The Declining Significance of Race: The Underclass Debate and the History of the African American Working Class from Below », Transatlantica (2009 : 2)